# Lerche
Lerche (ラルケ, Raruke, litt. « Alouette » en allemand) est une marque de production d'animation japonaise du Studio Hibari (雲雀, litt. « Alouette » en japonais) créée en 2011.
La majorité des projets du Studio Hibari ont été réalisés sous cette marque depuis sa création.
Lerche est aussi connu pour être le premier studio d'animation adaptant un manga français, en l'occurrence Radiant de Tony Valente.

## Production

### Séries télévisées
| Année | Titre                                                | Dates de 1re diffusion | Dates de 1re diffusion | Nb. éps.   | Notes                                                                                           |
| Année | Titre                                                | Début                  | Fin                    | Nb. éps.   | Notes                                                                                           |
| ----- | ---------------------------------------------------- | ---------------------- | ---------------------- | ---------- | ----------------------------------------------------------------------------------------------- |
| 2011  | Maji de watashi ni koi shinasai! (en)                | 1er octobre 2011       | 17 décembre 2011       | 12         | Basée sur un visual novel pour adultes de Minato Soft.                                          |
| 2013  | Danganronpa: The Animation                           | 5 juillet 2013         | 27 septembre 2013      | 13         | Basée sur un jeu vidéo de Spike.                                                                |
| 2013  | Machine-Doll wa kizutsukanai                         | 7 octobre 2013         | 23 décembre 2013       | 12         | Basée sur la série de light novel écrite par Reiji Kaitō et illustrée par Ruroo.                |
| 2014  | Re:_Hamatora                                         | 7 juillet 2014         | 22 septembre 2014      | 12         | Suite de Hamatora.                                                                              |
| 2015  | Assassination Classroom                              | 10 janvier 2015        | 20 juin 2015           | 22         | Basée sur la série de manga de Yūsei Matsui.                                                    |
| 2015  | Rampo kitan: Game of Laplace                         | 3 juillet 2015         | 18 septembre 2015      | 11         | Basée sur les œurves d'Edogawa Ranpo.                                                           |
| 2015  | Monster musume no iru nichijō                        | 8 juillet 2015         | 23 septembre 2015      | 12         | Basée sur la série de manga d'Okayado.                                                          |
| 2015  | School-Live!                                         | 9 juillet 2015         | 24 septembre 2015      | 12         | Basée sur la série de manga écrite par Norimitsu Kaihō et dessinée par Sadoru Chiba.            |
| 2016  | Assassination Classroom (saison 2)                   | 8 janvier 2016         | 1er juillet 2016       | 25         | Suite d'Assassination Classroom.                                                                |
| 2016  | Undefeated Bahamut Chronicle (en)                    | 11 janvier 2016        | 28 mars 2016           | 12         | Basée sur la série de light novel écrite par Senri Akatsuki et illustrée par Ayumu Kasuga.      |
| 2016  | Danganronpa 3: The End of Kibōgamine Gakuen          | 11 juillet 2016        | 29 septembre 2016      | 24         | Conclusion de la série des Danganronpa.                                                         |
| 2016  | Magical Girl Raising Project (en)                    | 2 octobre 2016         | 18 décembre 2016       | 12         | Basée sur la série de light novel écrite par Asari Endō et illustrée par Maruino.               |
| 2017  | Kuzu no honkai                                       | 13 janvier 2017        | 31 mars 2017           | 12         | Basée sur la série de manga de Mengo Yokoyari.                                                  |
| 2017  | Classroom of the Elite                               | 12 juillet 2017        | 27 septembre 2017      | 12         | Basée sur la série de light novel écrite par Shōgo Kinugasa et illustrée par Shunsaku Tomose.   |
| 2017  | Konohana kitan (ja)                                  | 4 octobre 2017         | 20 décembre 2017       | 12         | Basée sur la série de manga de Sakuya Amano.                                                    |
| 2017  | Kino no Tabi : The Beautiful World - Animated Series | 6 octobre 2017         | 22 décembre 2017       | 12         | Basée sur la série de light novel écrite par Keiichi Sigsawa et illustrée par Kōhaku Kuroboshi. |
| 2018  | Hakumei to Mikochi                                   | 12 janvier 2018        | 30 mars 2018           | 12         | Basée sur la série de manga de Takuto Kashiki.                                                  |
| 2018  | Shichisei no Subaru (en)                             | 6 juillet 2018         | 21 septembre 2018      | 12         | Basée sur la série de light novel écrite par Noritake Tao et illustrée par Booota.              |
| 2018  | Asobi asobase                                        | 8 juillet 2018         | 23 septembre 2018      | 12         | Basée sur la série de manga de Rin Suzukawa.                                                    |
| 2018  | Radiant                                              | 6 octobre 2018         | 23 février 2019        | 21         | Basée sur la série de manfra de Tony Valente.                                                   |
| 2019  | Kanata no Astra                                      | 3 juillet 2019         | 18 septembre 2019      | 12         | Basée sur la série de manga de Kenta Shinohara.                                                 |
| 2019  | Given                                                | 11 juillet 2019        | 19 septembre 2019      | 11         | Basée sur la série de manga de Natsuki Kizu.                                                    |
| 2019  | Radiant II                                           | 2 octobre 2019         | 26 février 2020        | 21         | Suite de Radiant.                                                                               |
| 2020  | Toilet-Bound Hanako-kun                              | 9 janvier 2020         | 26 mars 2020           | 12         | Basée sur la série de manga d'Iro Aida.                                                         |
| 2021  | Idoly Pride (en)                                     | 10 janvier 2021        | 28 mars 2021           | 12         | Projet multimédia de Cyber Agent. Coproduit par CAAnimation.                                    |
| 2021  | Gyakuten Sekai no Denchi Shōjo (en)                  | 11 octobre 2021        | 27 décembre 2021       | 12         | Projet original,.                                                                               |
| 2022  | Classroom of the Elite (saison 2)                    | 4 juillet 2022         | 26 septembre 2022      | 13         | Suite de Classroom of the Elite,.                                                               |
| 2023  | Classroom of the Elite (saison 3)                    | 3 janvier 2024         | 27 mars 2024           | 13         | Suite de Classroom of the Elite (saison 2).                                                     |
| 2025  | Toilet-Bound Hanako-kun (saison 2)                   | 12 janvier 2025        | en cours               | À annoncer | Suite de Toilet-Bound Hanako-kun                                                                |

### Films d'animation
| Année | Titre                                     | Date de sortie   | Notes                                            |
| ----- | ----------------------------------------- | ---------------- | ------------------------------------------------ |
| 2015  | Fw:Hamatora                               | 14 novembre 2015 | Film récapitulatif de la série.                  |
| 2016  | Assassination Classroom - Le Film : J-365 | 19 novembre 2016 | Film d'animation récapitulatif de la série.      |
| 2020  | Given : The Movie                         | 22 aout 2020     | Film d'animation faisant suite à la série Given. |

### ONA
| Année | Titre                  | Dates de 1re diffusion | Dates de 1re diffusion | Nb. éps. | Notes |
| Année | Titre                  | Début                  | Fin                    | Nb. éps. | Notes |
| ----- | ---------------------- | ---------------------- | ---------------------- | -------- | --- |
| 2016  | Koro Sensei Quest (en) | 23 décembre 2016       | 9 mars 2017            | 12       | Basée sur la série dérivée de manga d'Assassination Classroom écrite par Kizuku Watanabe et dessinée par Jō Aoto. |

### OAV
| Année | Titre                                                      | Date(s) de sortie                | Notes |
| ----- | ---------------------------------------------------------- | -------------------------------- | --- |
| 2011  | Carnival Phantasm                                          | 12 août 2011 - 31 décembre 2011  | Production de 14 épisodes basée sur le manga d'Eri Takenashi sur l'univers de TYPE-MOON.                                             |
| 2011  | Fate/prototype                                             | 31 décembre 2011                 | Résumé du concept de l'histoire original du visual novel Fate/stay night écrite par Kinoko Nasu.                                     |
| 2012  | Carnival Phantasm: HibiChika Special                       | 7 juillet 2012                   | Publiée avec le coffret Blu-ray du TYPE-MOON Fes - 10th Anniversary Event.                                                           |
| 2013  | Machine-Doll wa kizutsukanai                               | 25 décembre 2013 - 28 mai 2014   | Production de 6 épisodes répartis dans les six coffrets Blu-ray/DVD de la série télévisée.                                           |
| 2016  | Monster musume no iru nichijō                              | 12 novembre 2016 - 13 avril 2017 | Production de 2 épisodes adaptant le 17e et le 26e chapitre du manga et sortis avec les éditions spéciales du 11e et 12e volumes.    |
| 2017  | Super Danganronpa 2.5: Komaeda Nagito to sekai no hakaisha | 12 janvier 2017                  | Épisode se déroulant entre Danganronpa 2 et Danganronpa 3: Futur ; inclus avec l'édition limitée de Danganronpa V3: Killing Harmony. |
| 2017  | Escha Chron (ja)                                           | 15 juillet 2017                  | Production de 2 épisodes basée sur un projet de récital sur scène de DIVE II Entertainment.                                          |
| 2021  | Fate/Grand Carnival                                        | 2 juin 2021 - 25 août 2021       | |
| 2021  | Given                                                      | 1er décembre 2021                | Publiée dans une édition limité avec le septième volume du manga.                                                                    |